# Dischidia hoyella
Dischidia hoyella là một loài thực vật có hoa trong họ La bố ma. Loài này được Omlor mô tả khoa học đầu tiên năm 1998.